# Jodithimasandra, Dod Ballapur
Jodithimasandra là một làng thuộc tehsil Dod Ballapur, huyện Bangalore Rural, bang Karnataka, Ấn Độ.